# Crowland
Crowland è un paese di 3 607 abitanti della contea del Lincolnshire, in Inghilterra.